# Lyte as a Rock
Albums de MC Lyte
Eyes on This
(1989)
Lyte as a Rock est le premier album studio de MC Lyte, sorti le 13 septembre 1988.
L'album s'est classé 50e au Top R&B/Hip-Hop Albums.
Le magazine The Source l'a classé dans sa liste des « 100 meilleurs albums de rap » et Complex l'a rangé à la 30e place de ses « 50 plus grands albums de rap des années 1980 ».

## Liste des titres
| No  | Titre                                                | Contient un (des) sample(s) de                                                                                                | Durée |
| --- | ---------------------------------------------------- | --- | ----- |
| 1.  | Lyte vs. Vanna Whyte (Produit par Alliance)          | Grease de Frankie Valli Change the Beat (Female Version) de Beside                                                            | 2:47  |
| 2.  | Lyte as a Rock (Produit par Audio Two)               | | 4:17  |
| 3.  | I am Woman (Produit par King of Chill)               | I Am Woman d'Helen Reddy | 2:45  |
| 4.  | Mc Lyte Likes Swingin' (Produit par Prince Paul)     | Kool Is Back de Funk, Inc. Cold Sweat de James Brown 2001 du Cecil Holmes Soulful Sounds                                      | 3:17  |
| 5.  | 10% Dis (Produit par Audio Two)                      | Impeach the President des Honey Drippers Top Billin' d'Audio Two Super Bad de James Brown Roxanne's Revenge de Roxanne Shanté | 5:00  |
| 6.  | Paper Thin (Produit par King of Chill)               | 17 Days de Prince Hit the Road Jack de Ray Charles I'm Glad You're Mine d'Al Green Shining Star d'Earth, Wind & Fire          | 5:14  |
| 7.  | Lyte thee MC (Produit par Alliance)                  | Silly Rabbit, Trix Are for Kids de The Trix Rabbit and The Trix Kids                                                          | 4:13  |
| 8.  | I Cram to Understand U (Sam) (Produit par Audio Two) | I'm in the Mood for Love de Frances Langford                                                                                  | 4:39  |
| 9.  | Kickin' 4 Brooklyn (Produit par Audio Two)           | | 2:20  |
| 10. | Don't Cry, Big Girls (Produit par Audio Two)         | Big Girls Don't Cry des Four Seasons Drop the Bomb de Trouble Funk                                                            | 3:57  |